# Altrodeschhof
Altrodeschhof (en luxembourgeois : Alrodeschhaff ) est un lieu-dit de la commune luxembourgeoise de Consdorf.
Depuis un arrêté du Conseil de Gouvernement du 7 janvier 2022, la ferme de Altrodeschhof est classée monument national.